# キョン・ラー
キョン・ラー（Kyung I. Lah、1971年8月27日 - ）はCNNの東京特派員である。漢名は羅経。

## 生い立ちと教育
韓国ソウル市で生まれ、イリノイ州ストリームウッドで育った。1989年に同州ホフマンエステーツ高校を卒業。1993年にイリノイ大学アーバナ・シャンペーン校で放送ジャーナリズム学士号を得た。彼女は大学の新聞『イリノイデイリー』の記者をしていた。

## 経歴
ラーは1993年にシカゴのWBBMのデスクアシスタントとフィールドプロデューサーとしてその経歴を開始した。1994年にミシガン州カラマズーのWWMTの放送リポーターになった。1995年にKGTV、2000年1月にリポーターとしてWBBMの仕事を任された。2003年前半にKNBCの仕事の為に、ロサンゼルスに移り住んだ。そこで彼女は朝のリポーターと昼のアンカーを務めた。当時、『シカゴ・サンタイムズ』が、ラーがWBBMからの「不熱心な(契約)更新の申し出」を断ったと報じた。

## 近年の活動
2005年後半にワシントンD.C.に拠点を置く特派員としてCNNに入社した。2007年11月に東京都特派員に就任。日本では常に通訳が同行している。

## 私生活
ラーは非常に強い韓国のアイデンティティを持っていると断言している。『ダイナミック・コリア』とのインタビューで、「韓国人とは何を意味するかという幅広い課題について絶えず考えている」と語っている。
2005年3月に、『Today in L.A.』のプロデューサーであるジェフ・ソトと関係を持った為に解雇された。そのときラーは結婚しており、ソトとは不倫関係にあった。